# Самуило Демајо
Самуило Демајо (Београд, 1897 — 1942) био је српски адвокат.
Дипломирао је на Правном факултету у Београду 1922. Био је члан Адвокатсеке коморе и одборник градске општине у Београду. Крајем 1941. одведен је у логор на Сајмишту, где су он и његова породица убијени.
Сарађивао је у правничким часописима („Архив за правне и друштвене науке”, „Бранич”, „Правосуђе” и др.) чланцима, приказима и белешкама, нарочито из области грађанског и трговачког права. Специјално се бавио јеврејским брачним правом у Србији. Осим тога објављивао је чланке и студије у јеврејским новинама и часописима који су излазили у Југославији. После 1936. ошто је иступао против фашизма и расизма.